# Диано Сан Пиетро
Диа̀но Сан Пиѐтро (на италиански: Diano San Pietro; на лигурски: Dian San Pê, Диан Сан Пе) е село и община в Северна Италия, провинция Империя, регион Лигурия. Разположено е на 83 m надморска височина. Населението на общината е 1115 души (към 2011 г.).